# Forcipomyia mapuche
Forcipomyia mapuche är en tvåvingeart som beskrevs av Pasquale Marino och Gustavo R. Spinelli 2003. Forcipomyia mapuche ingår i släktet Forcipomyia och familjen svidknott. Inga underarter finns listade i Catalogue of Life.